# 신흥사 구 대웅전 단청반자
신흥사 구 대웅전 단청반자(新興寺 舊 大雄殿 丹靑班子)는 울산광역시 북구 대안동, 신흥사에 있는 작품이다. 2017년 1월 19일 울산광역시의 유형문화재 제36호로 지정되었다.

## 현지 안내문
신흥사 구 대웅전 내부 고단청은 18세기 중반(약 250년 전)에 채화된 작품으로 확인되어 건축채색화문화재로서 역사적인 보존가치가 풍부하다.
단청의 문양구성에 있어서 창의성과 독창성이 있으며, 특히 천정 반자에 채화된 문채(文彩)의 구성과 조형미는 한국건축채색화에서 희소성이 풍부한 예술적 가치를 보여준다.
어간 중앙반자에 채화된 용그림은 뛰어난 농필의 경지를 보여주는 채색화로서 뛰어난 예술적 가치를 보여줌. 당시 통도사를 중심으로 활동했던 당대 최고의 화사에 의해 채화된 작품으로 추정된다.
머리초의 구성에서 유래를 찾아볼 수 없는 창의성과 독특한 조형성이 풍부하게 나타남. 특히 대량에 채화된 머리초는 문양요소의 독창적인 구성이 풍부하여 조선후기 단청양식의 중요한 연구 자료이다.
대량 계풍의 철선묘화는 18세기 조선궁궐의 건축단청에서만 볼 수 있는 궁궐단청의 전형적인 채화기법. 이것은 건축영건에 있어 조선왕실의 영향과 지원을 추정할 수 있는 단초가 되고, 도리머리초 양식이 통도사 대웅전 내부 창방머리초와 동일한 구성으로 확인됨(곽동해 교수의 추가 조사결과). 현재까지 조사된 바에 의하면, 이 머리초는 오직 이 두 곳에만 채화된 것으로 동일한 단청장의 작품임을 알 수 있는 단초가 되며 당시 통도사를 거점으로 활동했던 화원의 미적 특성을 파악할 수 있는 자료로서 학술적 가치가 풍부하다.

## 참고 문헌
- 이 문서에는 다음커뮤니케이션(현 카카오)에서 GFDL 또는 CC-SA 라이선스로 배포한 글로벌 세계대백과사전의 "《울산 신흥사》" 항목을 기초로 작성된 글이 포함되어 있습니다.

## 같이 보기
- 신흥사 구 대웅전 - 울산광역시 문화재자료 제9호

## 참고 자료
- 신흥사 구 대웅전 단청반자 - 국가유산청 국가유산포털